# 普通秋沙鸭
普通秋沙鸭（学名：Mergus merganser）为鸭科秋沙鸭属的鸟类，又名普通秋沙鴨，俗稱潜水鸭、拉他（邋遢）鸭子、大锯嘴鸭子、鱼钻子或秋沙鸭。分布于西伯利亚、欧洲、北美洲、以及上述以南各地几乎遍布整个北半球以及中国大陆的北京雁栖湖怀柔水库黑龙江以至新疆、青海、西藏、及上述以南各地等地，常见于海洋、淡水湖和森林地区河流的周围、湖泊、池塘、河流、江口以及海港。该物种的模式产地在瑞典。川秋沙主要以魚類為食，牠們會在樹洞中築巢。

## 分類

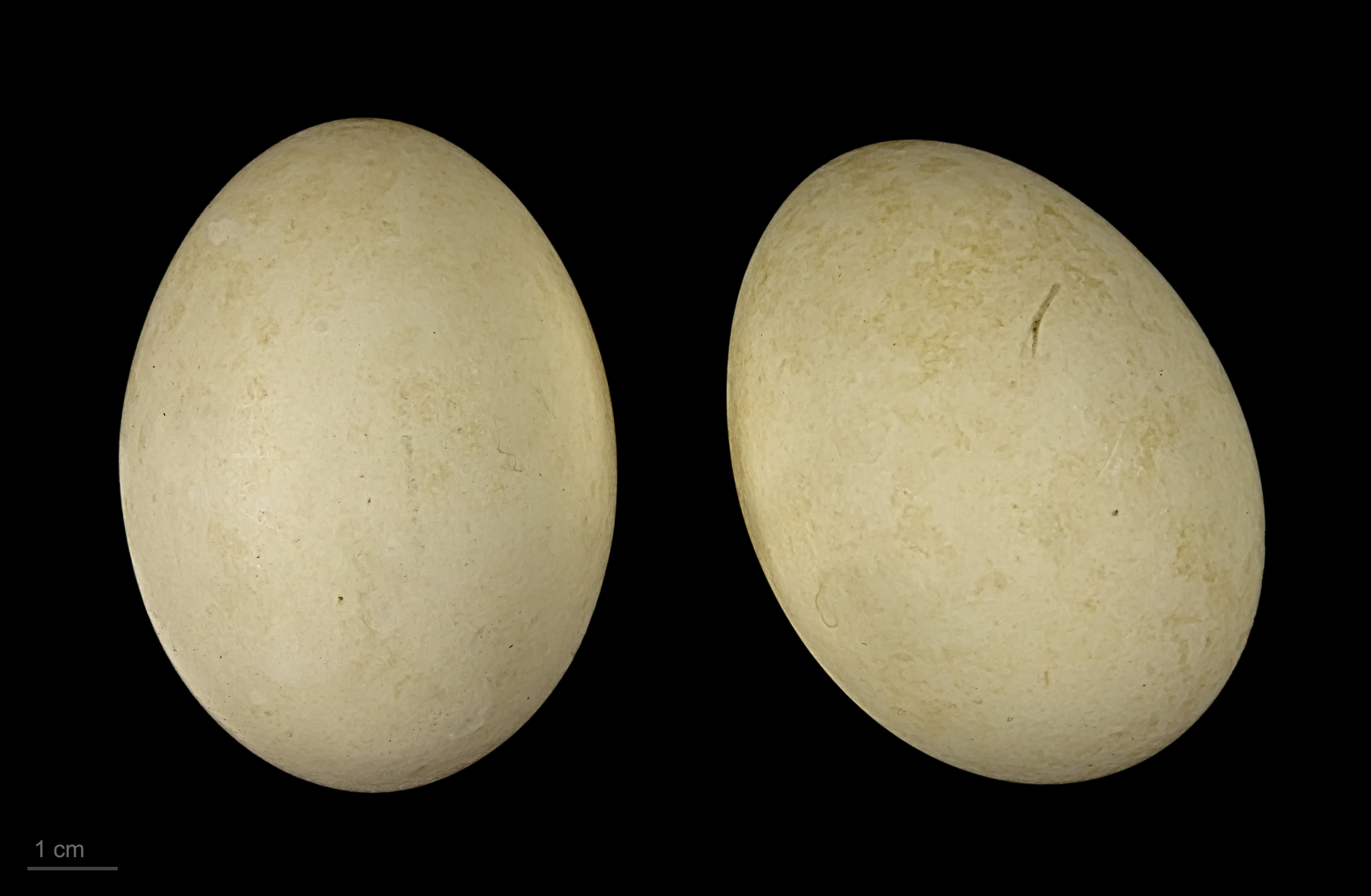
Mergus merganser

川秋沙的第一次物種描述由瑞典自然學家卡爾·林奈於1758年在他的Systema Naturae的第十版中進行了正式描述。牠引入了目前的雙名法Mergus merganser。 屬名是由拉丁文字詞所構成，該詞彙由普林尼和其他古羅馬作家用來指代一種未指明的水鳥，而merganser則源自mergus和anser，拉丁文中意為「鵝」。 在1843年，約翰·詹姆斯·奧杜邦在他的《美國鳥類》一書中使用了「Buff-breasted Merganser」和「goosander」這兩個名稱。
這三個亞種僅在細節上略有不同：
| 圖像 | 亞種                                                                    | 描述                                                                | 分佈                                                                                   |
| ---- | ----------------------------------------------------------------------- | ------------------------------------------------------------------- | -------------------------------------------------------------------------------------- |
|      | M. m. merganser – Linnaeus, 1758                                        |                                                                     | 遍布北歐和俄羅斯北部地區。                                                             |
|      | M. m. orientalis – Gould, 1845 （同義 M. m. comatus – Salvadori, 1895） | 比M. m. merganser稍大，喙較為纖細。                                 | 分布于中亞山脈、阿富汗、印度、缅甸等的北部以及中国大陆的青海以至西藏、四川、云南等地。 |
|      | M. m. americanus – Cassin, 1852                                         | 喙基部比M. m. merganser更寬，雄性在飛行時白色內翼上有一道黑色橫條。 | 分布於北美洲。                                                                         |

## 描述
牠的體長為58—72 cm（23—281⁄2英寸），翼展為78—97 cm（301⁄2—38英寸），體重為0.9—2.1（2 磅 0 oz—4 磅 10 oz），雄性平均略大於雌性，但有部分重疊。與秋沙屬（Mergus）中的其他物種相似，牠有一頂較長的頭部羽毛冠，但這些羽毛通常平滑地圓在頭部後方，不會形成直立的冠。雄性的成年繁殖羽易於識別，身體為白色，帶有可變的鮭魚粉紅色調，頭部為黑色，帶有虹彩綠光，臀部和尾部為灰色，翼部內半部大多為白色，外半部為黑色。雌性和處於「隱遁」（非繁殖羽毛，7月至10月）中的雄性大多為灰色，頭部為紅棕色，頦部為白色，翼部次級羽毛為白色。幼鳥（兩性皆如此）與成年雌性相似，但也在眼睛和喙之間顯示出一條黑邊的白色短條。喙和腿的顏色從紅色到棕紅色不等，成年雄性最為鮮艷，幼鳥則較為黯淡。

## 行為

### 覓食
像其他秋沙鴨一樣，這些食魚為主的鴨子，其喙邊緣有鋸齒狀結構，幫助牠們抓住獵物，因此常被稱為「鋸嘴鴨」。除了魚類外，牠們還捕食多種其他水生獵物，如軟體動物、甲殼類、蠕蟲、昆蟲幼蟲和兩棲動物；較少見的情況下，可能會捕食小型哺乳動物和鳥類。 與其他擁有相似特徵的鳥類一樣，雄性呈現出來的變異鮭魚粉紅色調可能與飲食有關，是從某些甲殼類和魚類中獲得的類胡蘿蔔素色素所致。 當不潛水覓食時，牠們通常會被看到在水面游泳，或在中流的岩石上休息，或隱藏在河岸植被中，或（在冬季）在浮冰邊緣。

### 習性
在大多數地區，川秋沙在鹹水和淡水中活動的頻率差不多。在較大的溪流和河流中，牠們會隨著水流漂浮幾英里，然後要麼飛回去，要麼更常見的是邊捕魚邊回去，整個過程中不斷潛水。在較小的溪流中，牠們成對或小群出現，隨著水流漂浮，在急流中不斷轉圈，或在瀑布或急流下方的深潭中賣力捕魚。當悠閒漂浮時，牠們像鴨子一樣在水中定位，但牠們也會像鸕鶿一樣深深地游在水中，尤其是在逆流而上時。牠們經常像鸕鶿一樣坐在水中央的岩石上，常常半展開翅膀曬太陽。牠們從水面起飛時，會沿著水面拍打好幾公尺。一旦起飛，牠們的飛行強勁而快速。 牠們經常成群結隊，形成半圓形，將魚趕進淺水中，然後輕鬆捕捉。牠們的普通叫聲是一種低沉而刺耳的聲音，但在繁殖季節，展示中的雄性以及年輕個體會發出哀婉而柔和的哨聲。總體來說，牠們警惕性高，會有一隻或多隻鳥擔任哨兵，警告群體即將到來的危險。受到驚擾時，牠們經常在移動前吐出食物。 雖然牠們在陸地上行動笨拙，但在受到壓迫時，會開始奔跑，姿勢非常直立，類似於企鵝，並且經常跌倒和絆倒。

### 繁殖
築巢通常在樹洞中進行，因此牠們需要已成林的森林作為繁殖棲地；牠們也樂於使用提供的大型巢箱，這些巢箱需要15 cm（6英寸）直徑的入口。 在沒有樹木的地方（如中亞山脈），牠們使用懸崖和陡峭、高大的河岸上的洞穴，有時距離水源相當遠。 雌性會產下6-17枚（最常見的是8-12枚）白色至黃色的蛋，每季撫育一窩。雛鳥孵化後立即由母鳥帶到河流或湖泊，牠們在那裡以淡水無脊椎動物和小魚苗為食，並在60-70天大時開始飛行。年輕個體在兩歲時達到性成熟。 川秋沙已知會形成托兒所，曾有觀察記錄到單隻雌鳥帶著超過70隻雛鳥。

### 遷徙
這個物種的部分個體是候鳥，牠們離開河流和大型湖泊在冬季會結冰的地區，但在水域保持開放的地方則常居成留鳥。北美東部的鳥類以小群形式向南遷移至美國，在那裡有不結冰的湖泊和河流；而在氣候較溫和的太平洋海岸，牠們是久居留鳥。斯堪的納維亞和俄羅斯的川秋沙也會向南遷徙，但西歐的川秋沙，以及日本的少數，大部分是留鳥。 在一些族群中，雄性也會表現出明顯的換羽遷徙，當幼鳥孵化後，牠們會離開繁殖區，去其他地方度過夏季（6月至9月）。值得注意的是，大部分西歐雄性群體會遷移到北挪威的芬馬克河口（主要是塔納峽灣）進行換羽，留下雌性照顧雛鳥。少數雄性也會利用東蘇格蘭的河口作為換羽區。

## 狀態與保護
總體來說，這個物種並不受到威脅，儘管某些地區的遊釣利益者非法迫害牠們是一個問題。 2020年2月，在紐約中央公園記錄到一次罕見的川秋沙目擊事件；該鳥明顯處於困境中，喙被一塊碎片卡住。
自1850年以來，川秋沙的繁殖範圍在西歐顯著向南擴展，從斯堪的納維亞開始，1871年定居蘇格蘭，1941年定居英格蘭，以及在阿爾卑斯山的種群顯著增長。 牠們在愛爾蘭非常稀少，規律性繁殖僅限於威克洛郡的幾對。
川秋沙鴨是非洲-歐亞遷徙水鳥保護協定適用的物種之一。
- 成對的Mergus merganser, 瓦克斯霍爾姆, 瑞典
- 雌鴨的喙呈現鋸齒狀邊緣
- 雄鴨與母鴨|喬納河, 瑞士
- M. m. americanus, 母成鴨與亞成鳥
- 蛋, 收藏於威斯巴登博物館
- Robert Wilkinson Padley - A Goosander, 1817
- 飛行中 越志塔布野生動物保護區, 尼泊爾.
- 一群休息中的川秋沙 于斯塔德, 瑞典 2024.